# The Smashing Machine
The Smashing Machine é um futuro filme biográfico americano de drama esportivo, escrito e dirigido por Benny Safdie. O longa é estrelado por Dwayne Johnson em uma performance dramática como o pioneiro do MMA e ex-campeão de wrestling Mark Kerr. O elenco também conta com Emily Blunt como a esposa de Kerr, Dawn Staples. O filme, produzido e financiado pela prestigiada A24, é baseado no documentário da HBO de 2002, The Smashing Machine: The Life and Times of Extreme Fighter Mark Kerr, e se aprofunda na ascensão meteórica de Kerr no mundo brutal dos esportes de combate no final dos anos 90, ao mesmo tempo que retrata sua luta paralisante contra o vício em analgésicos, o amor tumultuado e a busca por um lugar no mundo.

## Antecedentes e contexto histórico
A narrativa do filme é inextricavelmente ligada à vida real de Mark Kerr, uma figura titânica e trágica que personificou a era do "vale-tudo" do MMA, e ao documentário que expôs sua humanidade fraturada para o mundo.

### A carreira de Mark Kerr
Mark Kerr (nascido em 21 de dezembro de 1968) não foi apenas um lutador, mas uma força da natureza cujo domínio em duas disciplinas de combate o tornou uma lenda do esporte.

#### Do tapete de Wrestling à Jaula
Antes de entrar no mundo do MMA, Kerr foi um dos wrestlers amadores mais condecorados de sua geração. Competindo pela Syracuse University, ele acumulou um currículo impressionante:
- Campeão da Divisão I da NCAA (1992): Em uma final histórica na categoria de 190 libras, Kerr derrotou decisivamente outro futuro campeão do UFC, Randy Couture, consolidando seu status como o melhor wrestler universitário do país naquele ano.[4]
- Domínio na EIWA: Foi tricampeão do Torneio da Eastern Intercollegiate Wrestling Association (1989, 1991, 1992) e um dos dois únicos atletas na história da conferência a receber o Prêmio Fletcher duas vezes, por marcar o maior número de pontos para sua equipe no torneio.

Após a faculdade, Kerr continuou seu sucesso no wrestling freestyle, vencendo o campeonato sênior dos EUA em 1994. Essa base de wrestling de elite foi o alicerce de seu futuro estilo de luta.

#### O nascimento de "The Smashing Machine"
Em 1997, Kerr fez a transição para as artes marciais mistas, um esporte nascente, muitas vezes sem regras claras e brutalmente simples. Ele imediatamente se tornou um pesadelo para seus oponentes, ganhando os apelidos de "The Specimen" e, mais famosamente, "The Smashing Machine". Seu estilo de luta era uma aplicação aterrorizante de seu pedigree no wrestling:
- Quedas Imparáveis: Utilizando sua força explosiva e técnica superior, Kerr executava quedas de perna dupla (double-leg takedowns) que eram praticamente indefensáveis, levando seus oponentes ao chão à vontade.
- Ground-and-Pound Dominante: No chão, Kerr era sufocante. Ele estabelecia controle posicional e liberava um ataque implacável de socos curtos, cotoveladas e, notavelmente, os "hammerfists" — golpes desferidos com a parte inferior do punho cerrado, uma marca registrada que ele e seu amigo e mentor, Mark Coleman, ajudaram a popularizar. Seu controle de pulso permitia que ele neutralizasse um braço do oponente enquanto golpeava impiedosamente com o outro.[5]

Seu impacto foi imediato e avassalador. Ele venceu o torneio de pesos pesados do UFC 14 e, apenas dois meses depois, o do UFC 15. Com o UFC enfrentando problemas políticos e financeiros nos Estados Unidos, Kerr migrou para o Japão, onde se tornou uma das maiores estrelas do lendário Pride Fighting Championships. No auge, ele era considerado por muitos o melhor lutador peso-por-peso do mundo, uma figura de invencibilidade quase mítica.

### O documentário revelador da HBO
O filme de Safdie extrai sua alma do documentário da HBO de 2002, The Smashing Machine: The Life and Times of Extreme Fighter Mark Kerr, dirigido por John Hyams. O documentário foi revolucionário por sua honestidade brutal, despindo a imagem de super-homem de Kerr para revelar o homem vulnerável e atormentado por trás do monstro do ringue.
Os elementos cruciais do documentário, que formam a espinha dorsal do filme, incluem:
- O Abismo do Vício: O documentário chocou o público ao mostrar Kerr não apenas admitindo, mas sendo filmado enquanto injetava opioides como morfina e fentanil. Ele expôs a dependência severa de Kerr em analgésicos para lidar com as dores de uma carreira que destruía seu corpo, revelando a epidemia silenciosa que afetava muitos atletas do esporte.[6] Em uma cena particularmente angustiante, Kerr sofre uma overdose no quarto de hotel, sendo salvo por sua então namorada.
- Amor e Caos: A relação com Dawn Staples é um pilar da narrativa. O documentário retrata um amor genuíno, mas profundamente disfuncional, marcado por brigas explosivas, co-dependência e o alcoolismo de Dawn. A instabilidade de seu relacionamento é apresentada como uma fonte tanto de conforto quanto de imenso estresse para Kerr.[7]
- A Sombra do Mentor: A amizade complexa com Mark Coleman é um contraponto narrativo. Enquanto Kerr, o protegido, começa a desmoronar sob o peso do vício e da pressão, Coleman, o veterano cuja carreira parecia acabada, encontra uma redenção espetacular ao vencer o Grand Prix do Pride de 2000, um torneio do qual Kerr se retirou devido a lesões e problemas pessoais.

## Elenco principal
- Dwayne Johnson como Mark Kerr: Em um papel que marca uma mudança dramática em sua carreira, Johnson passa por uma transformação física e emocional para encarnar o poder e a vulnerabilidade do lutador.[8]
- Emily Blunt como Dawn Staples: A esposa de Kerr, cuja relação intensa e conturbada com ele é central para a história.
- Lyndsey Gavin como Elizabeth Coleman: Esposa de Mark Coleman.
- Oleksandr Usyk como Igor Vovchanchyn: O lendário kickboxer ucraniano e um dos principais rivais de Kerr no Pride.
- Ryan Bader como Mark Coleman: Lutador do Hall da Fama do UFC, amigo próximo e figura mentora de Kerr.
- Zoe Kosovic como McKenzie Coleman: Filha de Mark Coleman.

## Produção

### Concepção e desenvolvimento
O projeto foi uma paixão de longa data para Dwayne Johnson. Sua produtora, a Seven Bucks Productions, adquiriu os direitos da história de vida de Kerr em 2019, com Johnson anunciando a notícia no Madison Square Garden após o UFC 244. Ele expressou um desejo profundo de contar a história de Kerr, que ele via como uma narrativa poderosa sobre luta, vício e a complexidade da experiência humana.
O filme ganhou um novo patamar de prestígio artístico quando Benny Safdie, co-diretor de obras aclamadas pela crítica como Good Time e Uncut Gems, assumiu o projeto como roteirista e diretor solo. A parceria com a A24 solidificou a intenção de criar um drama de personagem intenso e intransigente, em vez de um filme de ação convencional. Safdie, conhecido por seu estilo de cinema visceral e estressante, viu em Johnson a capacidade de ir além de sua persona de estrela de ação. "Eu vi que ele tinha isso nele", disse Safdie sobre a capacidade de Johnson de acessar a vulnerabilidade e a dor necessárias para o papel.

### Filmagens e estilo visual
As filmagens principais ocorreram entre 21 de maio e 7 de agosto de 2024, com locações que espelham a carreira global de Kerr, incluindo Vancouver, Los Angeles, Novo México e Tóquio.
O diretor de fotografia Maceo Bishop, colaborador de Safdie em The Curse, optou por filmar em película de 16mm. Essa escolha é fundamental para a estética do filme. O grão visível e a textura menos polida do 16mm evocam a era em que a história se passa e criam uma sensação de realismo documental. O estilo de Bishop, descrito como "observacional" e "voyeurístico", utiliza lentes longas para criar uma distância entre a câmera e os personagens, fazendo o público se sentir como se estivesse espionando momentos íntimos e dolorosos, espelhando a natureza invasiva do documentário original.

### Música e som
A trilha sonora está a cargo de Nala Sinephro, uma compositora e musicista caribenho-belga conhecida por seu trabalho no jazz experimental e na música ambiente eletrônica. A escolha de Sinephro sugere uma trilha sonora não convencional. Sua música, muitas vezes etérea e atmosférica, pode criar um contraste deliberado com a brutalidade física do esporte, mergulhando o público no estado psicológico fragmentado de Kerr — a calma antes da tempestade, a dissociação durante a dor e a melancolia do vício.

## Temas e análise Potencial
The Smashing Machine está posicionado para transcender o gênero de biografia esportiva, funcionando como um estudo de personagem sombrio sobre o custo da grandeza e a fragilidade por trás da força.
- A Desconstrução do Ícone Masculino: De forma semelhante a como Touro Enraivecido (Raging Bull) de Martin Scorsese usou o boxe para explorar a masculinidade tóxica e a autodestruição de Jake LaMotta, The Smashing Machine parece usar o MMA para dissecar a persona de Mark Kerr. O filme deve explorar a pressão sobre os homens em esportes de combate para suprimir a dor e a vulnerabilidade, e como essa supressão pode levar à ruína pessoal.[13]
- A Realidade Não-Romântica do Esporte: Ao contrário de muitas cinebiografias esportivas que culminam em um retorno triunfante, a história de Kerr é mais complexa. Embora ele tenha encontrado a sobriedade, sua carreira de elite terminou efetivamente com sua queda. O filme provavelmente se concentrará na luta pela sobrevivência e pela sanidade, em vez de um final feliz convencional, alinhando-se com o realismo corajoso característico tanto da A24 quanto dos irmãos Safdie.
- A Performance Transformativa de Johnson: O filme é um ponto de virada crucial para Dwayne Johnson. A recepção inicial às primeiras imagens e ao trailer destacou sua transformação física irreconhecível, mas o sucesso do filme dependerá de sua capacidade de transmitir a dor e a complexidade psicológica de Kerr. É uma aposta em sua capacidade como ator dramático, afastando-se de sua imagem de herói de ação globalmente conhecida.

## Recepção e expectativas
Embora o filme ainda não tenha sido lançado, a divulgação das primeiras imagens e do trailer em maio de 2024 gerou um burburinho significativo online. A transformação de Dwayne Johnson foi o principal ponto de discussão, com muitos expressando choque e admiração por sua dedicação ao papel. Fãs e críticos especulam que este poderia ser o papel que renderia a Johnson o reconhecimento da crítica e prêmios que até agora o iludiram. A combinação do estilo intenso de Benny Safdie com a marca de qualidade da A24 criou altas expectativas, com muitos antecipando um drama esportivo corajoso, perturbador e emocionalmente ressonante.